# Cylindrophis melanotus
Cylindrophis melanotus (лат.) — змея семейства цилиндрических.

## Название
Синонимы:
- Cylindrophis melanota DUMÉRIL & BIBRON, 1844basionym
- Tortrix rufa var. Celebica SCHLEGEL, 1844
- Tortrix melanota GRAY, 1849
- Tortrix rufa var. Celebensis GRAY, 1849
- Cylindrophis rufa var. melanota JAN & SORDELLI, 1865
- Cylindrophis rufus var. melanota MEYER, 1887
- Cylindrophis celebensis M. A. SMITH, 1927
- Cylindrophis heinrichi AHL, 1935
- Tortrix melanota GRAY, 1849

Названия на других языках:
- англ. Black Pipe Snake

## Распространение
Обитает на островах Индонезии: Сулавеси, Табукан, Сангихе, Сула, остров Хальмахера и Batjan.